# Micrura dorsovittata
Micrura dorsovittata är en djurart som tillhör fylumet slemmaskar, och som beskrevs av Tadahiro Takakura 1898. Micrura dorsovittata ingår i släktet Micrura och familjen Lineidae. Inga underarter finns listade i Catalogue of Life.